# Mothocya toyamaensis
Mothocya toyamaensis là một loài chân đều trong họ Cymothoidae. Loài này được Nunomura miêu tả khoa học năm 1993.